# 前418年
| 千纪： | 前1千纪 |
| 世纪： | 前6世纪 \| 前5世纪 \| 前4世纪 |
| 年代： | 前440年代 \| 前430年代 \| 前420年代 \| 前410年代 \| 前400年代 \| 前390年代 \| 前380年代                                                                                          |
| 年份： | 前423年 \| 前422年 \| 前421年 \| 前420年 \| 前419年 \| 前418年 \| 前417年 \| 前416年 \| 前415年 \| 前414年 \| 前413年                                                            |
| 纪年： | 周威烈王八年 魯元公十九年 齊宣公三十八年 晉幽公十六年 趙獻子六年 魏文侯七年韓武子七年 秦靈公七年 楚簡王十四年 宋昭公五十一年 衛懷公八年 鄭繻公五年 燕閔公二十一年 越王朱勾三十年 |

## 大事記
- 秦國攻伐魏國，戰事發生於少梁。
- 齊國佔領薛國，薛國人遷至下邳，專稱邳國。
- 越國滅郯國。
- 古希臘劇作家索福克勒斯創作《厄勒克拉特（英语：Electra (Sophocles play)）》。
- 斯巴達在曼提尼亞戰役（英语：Battle of Mantinea (418 BC)）獲勝，確認對伯羅奔尼撒的控制權。